# Slavebreed
Slavebreed ist eine griechische Deathgrind-Band aus Athen, die im Jahr 2004 gegründet wurde.

## Geschichte
Die Band wurde gegen Ende 2004 von Gitarrist Pavlos und Schlagzeuger Kostas gegründet. Anfang 2007 nahm die Band ihr erstes Demo auf. Weniger als ein Jahr später veröffentlichte die Band ihr Debütalbum Pain Syndicate bei dem tschechischen Label L’Inphantile Collective im Jahr 2008. Danach folgten mehrere Touren durch ganz Europa, wobei sie zusammen mit Gruppen wie Napalm Death, Fear Factory, Entombed, Doom, Ratos de Porão, Birdflesh, Afgrund, Warcollapse, Mumakil, Rotten Sound und Severe Torture spielte.
Im Jahr 2011 folgte eine Split-Veröffentlichung zusammen mit Hibernation. Zudem nahm die Band das Lied Dog Eat Dog, eine Cover-Version des Liedes von Disrupt, das auf einem Disrupt-Tribute-Album erschien, das bei Power It Up veröffentlicht wurde. Im Sommer 2012 veröffentlichte die Band das zweite Album Dethrone the Architect bei L’Inphantile Collective. Eine Mini-Tour schloss sich gegen Ende August, die insgesamt acht Konzerte in Europa umfasste.

## Stil
Die Band spielt eine aggressive Mischung aus Death Metal und Grindcore, wobei auch teilweise Einflüsse aus dem Crustcore hörbar sind.

## Diskografie
- 2007: 2007 Live Rehearsal (Demo, Eigenveröffentlichung)
- 2008: Pain Syndicate (Album, L’Inphantile Collective)
- 2011: Hibernation / Slavebreed (Split mit Hibernation, World’s Appreciated Kitsch Records / Noise Attack Records)
- 2012: Dethrone the Architect (Album, L’Inphantile Collective)